# イェルディ・スハウテン
イェルディ・スハウテン（Jerdy Schouten, 1997年1月12日 - ）は、オランダ・南ホラント州ヘレヴートスライス出身のサッカー選手。PSVアイントホーフェン所属。ポジションはミッドフィールダー。

## クラブ経歴
ADOデン・ハーグの選手として、2016年12月10日のNECナイメヘン戦でエールディビジ初出場を果たした。
2019年7月4日、ボローニャFCに移籍した。2020-21シーズンから守備的ミッドフィールダーのレギュラーに定着し、2022年8月23日にはクラブとの契約を2026年まで延長した。
2023年8月16日、PSVアイントホーフェンに移籍した。

## 代表経歴
2022年5月28日、オランダ代表に初招集されると、6月8日のUEFAネーションズリーグのウェールズ代表戦にてデビューを果たし、1アシストを記録してチームの2-1での勝利に貢献した。
2024年5月29日、UEFA EURO 2024に出場するオランダ代表に選出された。